# Tulaga Manuella
Sir Tulaga Manuella (1936. augusztus 26. –) 1994. június 21. és 1998. június 26. között Tuvalu főkormányzója volt. Ezt megelőzően könyvelő volt a közigazgatásban, majd a tuvalui katolikus egyháznál titkár. 1996-ban lovaggá ütötték. Őt főkormányzóként Tomasi Puapua követte.